# پراونهایم
پراونهایم (به آلمانی: Frankfurt-Praunheim) یک منطقهٔ مسکونی در آلمان است که در فرانکفورت واقع شده‌است. پراونهایم ۱۵٬۷۳۰ نفر جمعیت دارد.